# Hannu Taipale
Hannu Allan Taipale (ur. 22 czerwca 1940 r. w Veteli) – fiński biegacz narciarski, brązowy medalista olimpijski i srebrny medalista mistrzostw świata.

## Kariera
Jego olimpijskim debiutem były igrzyska w Grenoble w 1968 r. Wspólnie z Kalevim Oikarainenem, Kalevim Laurilą i Eero Mäntyrantą wywalczył brązowy medal w sztafecie 4 × 10 km. W swoim najlepszym indywidualnym starcie, w biegu na 50 km stylem klasycznym zajął 14. miejsce. Startował także na igrzyskach olimpijskich w Sapporo zajmując 5. miejsce w sztafecie oraz 12 na dystansie 50 km techniką klasyczną.
W 1966 roku wystartował na mistrzostwach świata w Oslo. Finowie w tym samym składzie co w Grenoble wywalczyli tam srebrny medal w sztafecie. Był także piąty w biegu na 50 km oraz siódmy w biegu na 15 km. Cztery lata później, podczas mistrzostw świata w Wysokich Tatrach zajął 8. miejsce w biegu na 50 km co było jego najlepszym wynikiem tych mistrzostw. Na kolejnych mistrzostwach już nie startował.
Taipale był także mistrzem Finlandii w biegu na 30 km w 1967 i 1970 r. oraz na 50 km w 1971 roku. Jego syn Kuisma Taipale również reprezentował Finlandię w biegach narciarskich.

## Osiągnięcia

### Igrzyska olimpijskie
| Miejsce | Dzień     | Rok  | Miejscowość | Konkurencja             | Czas biegu | Strata   | Zwycięzca         |
| ------- | --------- | ---- | ----------- | ----------------------- | ---------- | -------- | ----------------- |
| DNF     | 10 lutego | 1968 | Grenoble    | 15 km stylem klasycznym | 47:54,2    | -        | Harald Grønningen |
| 3.      | 14 lutego | 1968 | Grenoble    | Sztafeta 4 × 10 km      | 2:08:33,5  | +2:23,2  | Norwegia          |
| 14.     | 17 lutego | 1968 | Grenoble    | 50 km stylem klasycznym | 2:28:45,8  | +3:51,9  | Ole Ellefsæter    |
| 12.     | 10 lutego | 1972 | Sapporo     | 50 km stylem klasycznym | 2:43:14,75 | +5:10,08 | Pål Tyldum        |
| 5.      | 13 lutego | 1972 | Sapporo     | Sztafeta 4 × 10 km      | 2:04:47,94 | +3:02,25 | ZSRR              |

### Mistrzostwa świata
| Miejsce | Dzień     | Rok  | Miejscowość  | Konkurencja             | Czas biegu | Strata   | Zwycięzca            |
| ------- | --------- | ---- | ------------ | ----------------------- | ---------- | -------- | -------------------- |
| 7.      | 20 lutego | 1966 | Oslo         | 15 km stylem klasycznym | 47:56,2    | +41,7    | Gjermund Eggen       |
| 2.      | 23 lutego | 1966 | Oslo         | Sztafeta 4 × 10 km      | 2:14:27,9  | +1:12,1  | Norwegia             |
| 5.      | 26 lutego | 1966 | Oslo         | 50 km stylem klasycznym | 3:03:04,7  | +2:15,6  | Gjermund Eggen       |
| 11.     | 15 lutego | 1970 | Vysoké Tatry | 30 km stylem klasycznym | 1:39:48,01 | +3:02,88 | Wiaczesław Wiedienin |
| 28.     | 17 lutego | 1970 | Vysoké Tatry | 15 km stylem klasycznym | 47:04,71   | ?        | Lars-Göran Åslund    |
| 8.      | 22 lutego | 1970 | Vysoké Tatry | 50 km stylem klasycznym | 2:49:34,70 | +4:04,80 | Kalevi Oikarainen    |